# グザヴィエ・ルグラン
グザヴィエ・ルグラン（Xavier Legrand）は、フランスの俳優、映画監督、脚本家である。

## 来歴
2013年の短編映画『Just Before Losing Everything』により第86回アカデミー賞 短編映画賞にノミネートされた。2017年、長編映画初監督となる『ジュリアン』が第74回ヴェネツィア国際映画祭のコンペティション部門で上映され、銀獅子賞を獲得した。

## 主なフィルモグラフィ

### 短編映画
- Just Before Losing Everything (2013) 監督・脚本

### 長編映画
- ジュリアン Jusqu'à la garde (2017) 監督・脚本